# 乌拉帕卡姆
乌拉帕卡姆（Urapakkam），是印度泰米尔纳德邦Kancheepuram县的一个城镇。总人口13265（2001年）。

## 人口
该地2001年总人口13265人，其中男性6746人，女性6519人；0—6岁人口1542人，其中男781人，女761人；识字率76.78%，其中男性为82.39%，女性为70.98%。